# Церковь Успения Пресвятой Богородицы (Калуга)
Церковь Успения Пресвятой Богородицы — приходской православный храм в Калуге. Относится к Калужской епархии Русской православной церкви. Построен в 1754—1762 годах.

## История
В первый раз Успенская церковь упоминается в описи 1685 года и значится деревянной с шестью колоколами в Ямской слободе. В 1754 году на том же месте начато строительство каменного здания, которое в итоге было освящено 4 мая 1762. В 1783 году расписан алтарь. Колокольня в 3 яруса надстроена в 1799 году, трапезная — в 1830. Приделы во имя Николая Чудотворца и пророка Аввакума перестроены — первый в 1836, а второй — в 1844 году.
В 1936 году храм был закрыт и переоборудован в швейные мастерские. В период Великой Отечественной войны в октябре 1941 года они были сожжены. В 1960 году храм был признан памятником архитектуры и градостроительства республиканского значения, a в 1968 году отреставрирован, и в нём разместились Калужские научно-производственные реставрационные мастерские.
25 ноября 1998 Успенская церковь была передана Калужской епархии.

## Архитектура
Храм пятиглавый, 4 главы на углах церкви, на трёх сторонах верхи выдались полукругом, наподобие закомар; в каждом полукружии изображена храмовая икона — (Успения, св. Николая и пр. Аввакума). Главы луковичнообразные; пятая глава более других и посажена на двойном трибуне, который внизу имеет вид восьмигранника с ликом святого на каждой грани, а потом после покрытия круглым «обломом» становится круглым с желобками и перехватом перед главой. Колокольня скомпонована четырёхугольной, с преобладанием угловатых и четырёхугольных форм во всем корпусе, так что обработка её кажется вычурной. На втором ярусе с каждой стороны поставлено по портику, сильно выдавшемуся вперед, а в образовавшихся от этого глубоких углах поставлено по тосканской колонне. В третьем ярусе четырёхугольные колонны (пилястры), но уже без фронтонов; они искусно связаны вырезом кровли, украшенным зубчиками; на углах колонн не поставлено, но симметрия достигнута рядом продольных складок.